# Борго-ди-Терцо
Борго-ди-Терцо (итал. Borgo di Terzo) — коммуна в Италии, располагается в регионе Ломбардия, в провинции Бергамо.
Население составляет 1096 человек (2008 г.), плотность населения составляет 589 чел./км². Занимает площадь 2 км². Почтовый индекс — 24060. Телефонный код — 035.
В коммуне 15 августа особо празднуется Успение Пресвятой Богородицы.

## Демография
Динамика населения:

## Администрация коммуны
- Официальный сайт: http://www.comune.borgo-di-terzo.bg.it/